# Moje delo revija
Moje delo revija : M.D. : izberi prihodnost je bila mesečna slovenska zaposlitvena revija, ki je izhajala od 2006 do 2008, in je bila nadaljevanje revije Mojedelo.com (2004 in 2005). 
Nadaljevala se je na spletu. 